# Jo de Roo
Jo de Roo (Schore, 5 juli 1937) is een voormalig Nederlands wielrenner.

## Loopbaan
De Roo was professional van 1958 tot 1968. In die periode won hij vele klassiekers. Zijn topjaar was 1962, toen hij onder andere Bordeaux-Parijs, de Ronde van Lombardije en Parijs-Tours won. Dat jaar werd hij onderscheiden met de Gerrit Schulte Trofee en de Trophée Gentil, ook eindigde hij als eerste in de eindstand van de Super Prestige.
Het jaar nadien werd hij opnieuw winnaar van Parijs-Tours en de Ronde van Lombardije. Andere koersen die hij wist te winnen waren de Ronde van Vlaanderen in 1965 en de Omloop Het Volk in 1966. In de Omloop het Volk was de Roo de eerste Nederlander die deze wedstrijd won.
De Roo werd Nederlands kampioen in 1964 en 1965. Hij deed vier keer mee aan de Ronde van Frankrijk en won drie etappes. Vijf seizoenen reed hij in dienst van Jacques Anquetil. Tot de opkomst van Jan Raas was de Roo de succesvolste coureur uit Zeeland.
In 1962 kreeg hij bij de overwinning in Parijs-Tours de "Gele wimpel" uitgereikt, de onderscheiding voor het hoogste uurgemiddelde behaald in een internationale klassieker. Hij verbeterde hiermee de prestatie van de Fransman Jacques Dupont uit 1955.

## Belangrijkste overwinningen
1957
- 2e etappe Olympia's Tour
- Omloop der Kempen

1958
- 6e etappe Ronde van Nederland

1959
- Zesdaagse van Antwerpen (met Jean Palmans)

1960
- 1e etappe Ronde van Sardinië
- Eindklassement Ronde van Sardinië
- 4e etappe Ronde van Nederland

1961
- Manx Premier Trophy

1962
- Bordeaux-Parijs
- Parijs-Tours
- Ronde van Lombardije
- 2e etappe deel B Midi Libre
- Super Prestige
- Trophée Gentil
- 1e etappe Ronde van de Aude

1963
- Parijs-Tours
- Ronde van Lombardije

1964
- Kampioenschap van Nederland op de weg
- 4e etappe (deel B) Midi Libre
- 12 etappe Ronde van Frankrijk[1]

1965
- Kampioenschap van Nederland op de weg
- Ronde van Vlaanderen
- 5e etappe Ronde van Nederland
- 8e etappe Ronde van Frankrijk

1966
- Omloop Het Volk
- 14e etappe deel A Ronde van Frankrijk
- 6e etappe Ronde van Spanje
- GP Stad Zottegem

## Resultaten in voornaamste wedstrijden
| Jaar | Ronde van Italië | Ronde van Frankrijk | Ronde van Spanje |
| ---- | ---------------- | ------------------- | ---------------- |
| 1960 | opgave           | opgave              |                  |
| 1961 |                  |                     |                  |
| 1962 |                  |                     |                  |
| 1963 |                  |                     |                  |
| 1964 |                  | 43e (1)             |                  |
| 1965 |                  | 55e (1)             |                  |
| 1966 |                  | opgave (1)          | opgave (1)       |
| 1967 | opgave           | 76e                 |                  |

| Jaar | Milaan-San Remo | Gent-Wevelgem | Ronde van Vlaanderen | Parijs-Roubaix | Amstel Gold Race | Luik-Bast.‑Luik | Ronde van Lombardije | Parijs-Tours | Omloop het Volk |  | WK op de weg |  | Wereldranglijsten |
| ---- | --------------- | ------------- | -------------------- | -------------- | ---------------- | --------------- | -------------------- | ------------ | --------------- |  | ------------ |  | ----------------- |
| 1960 | 8e              | 5e            |                      |                |                  |                 | 69e                  | 25e          |                 |  |              |  |                   |
| 1961 | 11e             |               | 12e                  | 12e            |                  |                 |                      | 10e          |                 |  | 5e           |  |                   |
| 1962 |                 |               |                      |                |                  |                 | ↑                    | ↑            |                 |  |              |  | (SPP)             |
| 1963 | 71e             |               | 10e                  |                |                  | 4e              | ↑                    | ↑            |                 |  |              |  | 4e (SPP)          |
| 1964 |                 | 13e           | ↑                    | 18e            |                  | 15e             | 9e                   | 6e           |                 |  |              |  | 19e (SPP)         |
| 1965 |                 |               | ↑                    | 13e            |                  |                 |                      | 15e          |                 |  | 44e          |  | 17e (SPP)         |
| 1966 |                 |               | 15e                  | 12e            |                  |                 |                      |              | Goud            |  | 8e           |  |                   |
| 1967 |                 | 16e           | 23e                  | 29e            |                  |                 |                      | 100e         |                 |  | opgave       |  |                   |
| 1968 | 33e             | 65e           | 6e                   |                | 4e               |                 | 9e                   | 15e          | 12e             |  |              |  |                   |

## Vernoeming
In 2017 werd op de tachtigste verjaardag van Jo de Roo een dijk naar hem genoemd in de buurt van Schore: de Jo de Roodijk.
Ook is er in Zeeland een 111 km bewegwijzerde fietsroute naar hem vernoemd, de Jo de Rooroute. Deze gaat ook over de voornoemde Jo de Roodijk.